# Bill Blackadder
William "Bill" Blackadder (9 tháng 1 năm 1899 – 1977) là một cầu thủ bóng đá người Anh thi đấu ở vị trí tiền vệ cánh trái. Ông khởi đầu sự nghiệp với Burnley, nhưng chưa bao giờ ra sân cho câu lạc bộ. Năm 1924, ông gia nhập đội Accrington Stanley và thi đấu 17 trận trong mùa giải 1924–25. Blackadder rời Accrington năm 1925 và chuyển đến Bóng đá non-league với Chorley, Clitheroe và Lancaster Town.